# Californië-effect
Het Californië-effect (Engels: California effect) is de verschuiving van overheidsregulaties ten voordele van bijvoorbeeld het milieu of de consument in de richting van strengere standaarden, in navolging van invloedrijke jurisdicties die zulke standaarden eerder invoerden.
Het effect is vernoemd naar de Amerikaanse deelstaat Californië, dat sinds de Clean Air Act van 1970 strengere regelgeving heeft ingevoerd dan de nationale standaarden of eender welke andere deelstaat. Die standaarden zijn later overgenomen door de federale overheid. Californië heeft haar regelgeving daarna op haar beurt opnieuw verstrengd. De belangrijkste factoren hierin zijn de politieke invloed en de grootte van de markt van Californië, dat er op deze manier in slaagt om de regelgeving in andere staten omhoog veeleer dan omlaag te duwen.